# Корзов, Константин Герасимович
Константин Герасимович Корзов (1904—1944) — ефрейтор Рабоче-крестьянской Красной Армии, участник Великой Отечественной войны, Герой Советского Союза (1943).

## Биография
Константин Корзов родился в 1904 году в селе Луговое (ныне — Колышлейский район Пензенской области). Русский. После окончания начальной школы работал в колхозе. В 1941 году Корзов был призван на службу в Рабоче-крестьянскую Красную Армию. С августа того же года — на фронтах Великой Отечественной войны. Член ВКП(б). К сентябрю 1943 года ефрейтор Константин Корзов командовал орудием 1844-го истребительно-противотанкового артиллерийского полка 30-й отдельной истребительно-противотанковой артиллерийской бригады 7-й гвардейской армии Степного фронта. Отличился во время битвы за Днепр.
26 сентября 1943 года под массированным вражеским огнём расчёт Корзова переправился через Днепр в районе села Бородаевка Верхнеднепровского района Днепропетровской области Украинской ССР и принял активное участие в боях за захват и удержание плацдарма на его западном берегу. В тех боях расчёт уничтожил большое количество боевой техники и живой силы противника.
Указом Президиума Верховного Совета СССР от 26 октября 1943 года за «образцовое выполнение боевых заданий командования на фронте борьбы с немецкими захватчиками и проявленные при этом мужество и героизм» ефрейтор Константин Корзов был удостоен высокого звания Героя Советского Союза с вручением ордена Ленина и медали «Золотая Звезда» за номером 1398.
В начале июля 1944 года Корзов получил тяжёлое ранение, от которого скончался 8 июля. Похоронен на русском кладбище в городе Бельцы.
Был также награждён медалью «За боевые заслуги» (13.9.1943).